# Jitka Jelínková
Jitka Jelínková (*1. srpna 1947, Plzeň), je česká výtvarnice, zejména malířka a grafička. Zabývá se portrétem, ilustrací i užitým uměním. Žije a tvoří v Kutné Hoře.

## Vzdělání
Při studiu medicíny řešila dilema mezi rodinnou tradicí a výtvarným uměním. Po třetím ročníku studia ze školy odešla, aby nemusela po řádném dostudování řešit dilema ještě větší. V letech 1970-1972 Vystudovala Střední odbornou školu výtvarnou, řečenou "Hollarka", a nastoupila v propagační agentuře. Paradoxně se věnovala reklamě v období socialismu, které tomuto odvětví příliš nepřálo. Pod dojmem některých starších kolegů, kteří téměř rezignovali na jakoukoli vlastní tvorbu, zahájila již v době, kdy se chystala založit rodinu, studium Akademie výtvarných umění (1974-1979, ateliér prof. Karla Součka).

## Tvorba
V portrétu používá klasické malby, přípravné skici ale často zúročí ve volnějších kolážích nebo v monotypech. Z dalších grafických technik pak využívá linoryt a věnuje se i různým modifikacím počítačové grafiky.
V užitém umění se věnovala keramice, se kterou ze zdravotních důvodů práci ukončila, věnuje se ale nadále tvorbě loutek, módním návrhům včetně klobouků, typografickým návrhům včetně úprav webových stránek a propagační práci - výlohy, výstrče, firemní grafika, plakáty kulturních akcí apod.
Ilustrovala několik knih, převážně regionálních pověstí, přičemž se nechala inspirovat formou středověké iluminace. Aby mohla znovu vydat Kutnohorské pověsti s vysněnými barevnými ilustracemi, převyprávěla je.

## Kutná Hora, kulturní a společenská hybatelka
S manželem architektem se usadili v osmdesátých letech dvacátého století v Kutné Hoře, kde postupně opravovali dům v historické části města.
Kromě výtvarného působení, kdy portrétovala řadu osobností z řad kulturního zázemí města i četných přátel, se stala duší dobrovolnické větve Královského stříbření Kutné Hory, tvořila a vyráběla kostýmy, podílela se na programu a organizaci. Shromáždila fundus nejen gotických kostýmů, s jehož využitím organizovala řadu tematických módních přehlídek včetně programu ke stému výročí vzniku ČSR.
S dcerou kloboučnicí založila Salon Meluzína, který vytváří módní i historické klobouky.
Působila i jako pedagog na Církevním gymnáziu sv. Voršily v Kutné Hoře, a pro tyto účely vytvořila obsáhlá vlastní skripta dějin umění.
Uspořádala celou řadu výstav samostatných i se spoluúčastí, spolupořádala na konci osmdesátých let Kutnohorská Bienále.
Nadále se věnuje vlastní tvorbě i směrování mladých zájemců o výtvarný obor. Její obrazy jsou v soukromých sbírkách v řadě zemí.